# Бал безумных женщин
«Бал безумных женщин» (фр. Le bal des folles) — французский триллер, снятый режиссёром Мелани Лоран по сценарию, написанному совместно с Кристофом Деланде. Адаптация одноимённого романа (2019) Виктории Мас о неврологической клинике профессора Шарко в парижской больнице Сальпетриер и пациентке Эжени с даром слышать и видеть умерших. Фильм вышел в 2021 году на видео по запросу.
В главных ролях: Лу де Лааж, Мелани Лоран, Эмманюэль Берко, Бенджамин Вуазен, Седрик Хан и Грегуар Бонне (Жан-Мартен Шарко).

## В ролях
- Лу де Лааж (Эжени)
- Мелани Лоран (Женевьева, служащая клиники Шарко)
- Эмманюэль Берко (Жанна, служащая клиники Шарко)
- Бенджамин Вуазен (Теофил, брат Эжени)
- Седрик Кан (отец Эжени)
- Грегуар Бонне (профессор Жан-Мартен Шарко)

## Производство
В январе 2020 года стало известно, что Мелани Лоран выступит сценаристом и режиссёром фильма на основе романа «Le bal des folles» Виктории Мас. В июне 2020 года стало известно, что Лоран и Лу де Лааж присоединились к актёрскому составу фильма. В ноябре 2020 года Эмманюэль Берко, Бенджамин Вуазен, Седрик Хан, Грегуар Бонне присоединились к актёрскому составу фильма, а Amazon Studios приобрела права на мировую дистрибуцию фильма.
Съёмочный период начался в ноябре 2020 года.